# Пурепеча
Пуре́печа (самоназва: P'urhépecha, ісп. Purépecha або Tarasco) — індіанський народ, що мешкає на північному заході мексиканського штату Мічоакан в районі міст Уруапан і Пацкуаро. Раніше була поширена назва «тараско», від слова tarascue мовою пурепече, що означає «вітчим» або «свідний брат», причина такого вибору назви зараз невідома. Назва народу мовою науатль «Michhuàquê» («ті, що мають рибу») стала основою для утворення назви штату Мічоакан.

## Мова
Мовою пурепеча все ще розмовляють понад 100 тис. мешканців штату. Зараз також робляться спроби налагодити навчання у школах цією мовою.

## Звичаї та традиції

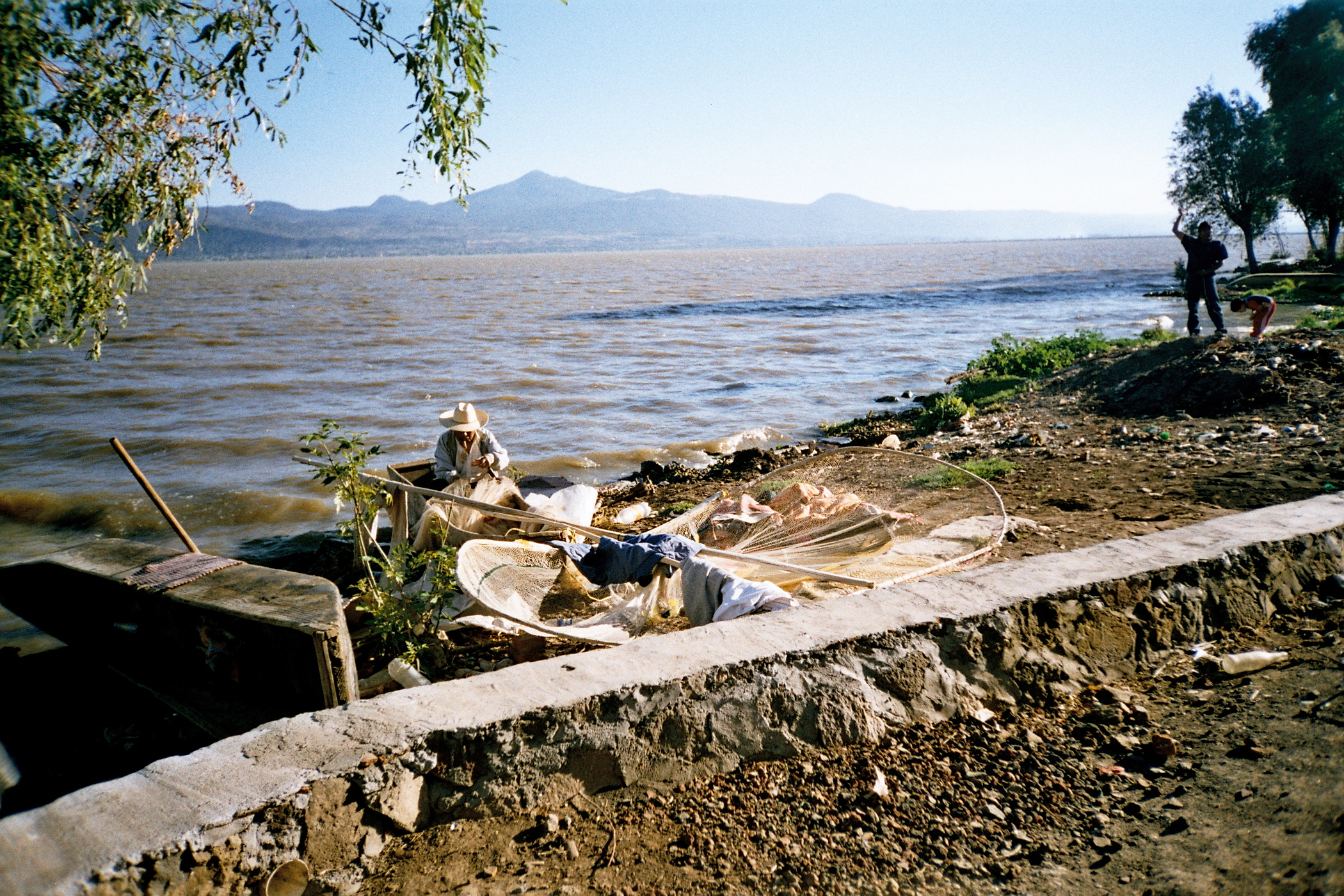
Рибалка-пурепеча на озері Пацкуаро, 2005 рік

Багато традицій народу все ще живі, у тому числі Jimbani Uexurhina або Новий рік пурепеча, що святкується 1 лютого. Як й інші стята, воно перейняло багато елементів католицтва. Календар пурепеча, подібно до ацтекського Xiuhpohualli, має 18 місяців по 20 днів та 5 додаткових днів у кінці року. Новий рік повинен свякуватися у день появи сузір'я Оріон.

## Історія

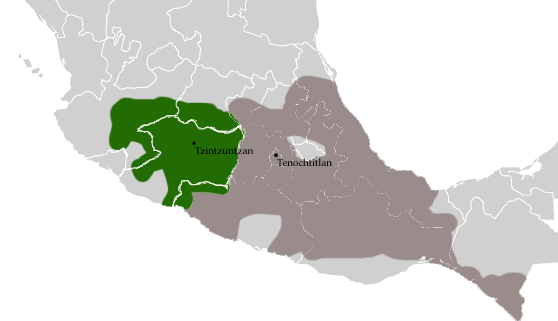
Держава пурепеча

Точне походження племені залишається невідомим, але лінгвісти відзначають схожість мови пурепеча з мовою кечуа з Південної Америки. Стиль виготовлення кераміки і техніка роботи по металу також ймовірно мають коріння в Південній Америці, тому що нічого подібного до тарасків в Мексиці не було відомо. Перші міста утворилися близько 800 року н. е. До XII ст. утворювася Потрійний союз пурепуча, іречи, касонки з містами Цінцунцан, Пацкуаро, Іуаціо відповідно. До 1250 році відбулося посилення саме пурепеча з містом Цінцунцан, яке перетворилося на центр їхньої імперії (на кшталт як це відбулося з Теночтітланом ацтеків). Столиця височіла на величезній платформі, яку підтримували 5 храмових пірамід, названих «якатас». З цього релігійного і адміністративного центру пурепеча (тараски) вели війни зі своїми сусідами.
Тараски були чудовими майстрами в безлічі ремесел. Їхні знання і мистецтво обробки металів були неперевершеними у всій Мексиці. Вони також досягли досконалості в гончарному мистецтві, в обробці та огранюванні каменю. Їхні гончарні вироби практичного (домашнього) призначення різко відрізняються від екзотичного дизайну похоронних гончарних виробів.
Пурепеча високо цінували такі продукти як мед, бавовна, пір'я, копал, сіль, золото і мідь. Сусідні регіони, які володіли даними ресурсами, швидко ставали першочерговими цілями військової експансії. Коли пурепеча завойовували такі території, то змушували місцевих жителів платити данину цими ресурсами.
У пурепеча процвітав політеїзм. Найдавнішим і шанованим божеством був Курікавері, бог сонця і вогню. Міф про його походження оповідає про те, як Курікавері і його брат заснували поселення навколо озера Пацкуаро. Доколумбівські пурепеча вірили в те, що вони є нащадками Курікавері. Коли правителі і жерці надягали пишне ритуальне вбрання і виконували церемоніальні танці, вони здійснювали зв'язок з божественними предками.
Ацтеки робили не одну спробу завоювання земель пурепеча, але жодного разу не досягали своєї мети. У Теночтітлана на заході був тільки один головний суперник — пурепеча. У битвах з їхньою армією ацтеки постійно зазнавали відчутних втрат. Жоден з ацтекських великах тлатаоні не зуміли досягти успіху.
Після прибуття до Мексики іспанських конкістадорів на чолі із Ернано Кортесом, Монтесума II відправив до тарасків своїх посланців з проханням про допомогу. Замість допомоги ацтеків принесли в жертву богам. У 1521 році після тривалої і кривавої облоги Теночтітлан був узятий іспанськими конкістадорами. Столиця пурепеча дочекалася тієї ж долі в 1522 році. Останній правитель, Тангашоан II, надав чисто символічний опір іспанцям. Побачивши, що правитель підкорився волі іспанців, вся інша імперія здалася без опору. Після конкісти іспанська корона призначила Васко де Кірога управляти селищами пурепеча.
Після Конкісти іспанські місіонери влаштували утопічний експеримент в колишній державі пурепеча — вони зробили так, щоб кожне селище займалося тільки певним видом ремесла — і тепер в районі озера Пацкуаро (центрі колишньої імперії) живе безліч кваліфікованих ремісників: теслярів, гончарів, ткачів і майстрів з обробки міді.
На відміну від ацтеків, від держави пурепеча не залишилося власних документальних хронік, на момент конкісти в Мічоакане не було місіонера-історика, готового записати зі слів місцевих жителів всю історію Імперії. Найкращим джерелом історичної інформації з доколумбової історії пурепеча є «Relacion de Michoacan», записаний невідомим іспанським ченцем францисканцем близько 1538 року.

### Володарі пурепеча
- Сікуірача (1250–1290)
- Пауакуме (1290–1320)
- Уапеані (1320–1360)
- Куратаме (1360–1390)
- Таріакурі (1390–1420)
- Тангахоан I (1420–1435)
- Суанг I (1435–1450)
- Ціцік Пандакуаре (1450–1479)
- Суанг II Чаракі (1479–1519)
- Тангахоан II Кальцонцін (1519–1523)